# Bloc-Iniciativa-Verds
Bloc-Iniciativa-Verds va ser una coalició electoral formada pels partits Bloc Nacionalista Valencià, Iniciativa del Poble Valencià i Els Verds-Esquerra Ecologista del País Valencià. Presentada davant la premsa com la coalició hereva del Compromís pel País Valencià, aquesta coalició es va crear amb motiu de les eleccions generals espanyoles del 2008. El seu lema va ser Units som més. Va obtindre 29.679 vots, sense traure representació al Congrés dels Diputats.

## Candidats
La seua cap de llista per València era Isaura Navarro d'IdPV, qui fóra diputada al congrés per EUPV.
Per la circumscripció d'Alacant, el cap de llista va ser Rafael Climent, del BLOC i alcalde de Muro.
I per Castelló va ser Alfred Remolar, també del BLOC i alcalde de Betxí des de 2011.